# Mikołaj Herburt (zm. 1639)
Mikołaj Herburt herbu Herburt (zm. 21 lutego 1639) – kasztelan kamieniecki w latach 1635–1639, starosta tłumacki w 1606 roku, starosta skalski w 1620 roku.
Syn Jana Herburta (1568–1626) kasztelana kamienieckiego i Konstancji Przerembskiej. 
Poseł na sejm 1627 roku z województwa podolskiego. W 1637 roku został wyznaczony senatorem rezydentem.